# はぴスタ
『はぴスタ』とは、2011年10月3日から2015年3月27日までテレビユー福島（TUF）で毎週月曜 - 金曜の午前中に放送されていたローカル情報番組。

## 概要
前番組である『グーテン』が、当初は2011年3月に終了する予定だったものの、その直前に東日本大震災と東京電力福島第一原子力発電事故が発生。番組自体の一時休止と期間延長が決まり、2011年10月スタートにずれ込んだ。番組再開後から終了までの『グーテン』同様、当初は25分番組として放送し、スタジオセットも建て替えず、出演者も渡辺奈菜と一部スタッフが兼任して務めるなど、大幅に経費節減されていた。
2012年4月からは金曜が、10月からは水曜・木曜も、55分に枠を拡大。番組終了まで、月曜・火曜は、25分番組として放送された。
2012年10月からは、『まるとく』の前身である『マル得ふくしま生放送』の初代MCを務めていた水津邦治が14年半ぶりに本枠へ復帰。2013年10月からは、番組開始からMCを務めていた渡辺奈菜が降板し、変わってTUFに入社したばかりであった梅田澪理がMCとなった。
2015年3月に番組終了し、変わって『げっきんチェック』が始まった。

## 出演者

### メインMC
| 2011年10月3日            | 2012年9月28日 | 渡辺奈菜1          |
| 2012年10月1日            | 2013年9月27日 | 水津邦治 渡辺奈菜1 |
| 2013年9月29日            | 2015年9月27日 | 水津邦治 梅田澪理1 |
| - 1当時TUFアナウンサー。 |               |                    |

### その他の出演者
- 神道裕（みちのくボンガーズ）（2012年10月3日 - 2015年3月27日） 担当：神道ちゅ〜 水曜・木曜担当、生中継リポーター、代理MCも務めた
番組終了と同時に、みちのくボンガーズを辞め、芸能界引退し、実家のある愛知県の家業に専念[1]。
- 宮木梨衣（2014年10月16日 - 2015年3月26日）担当：湯めぐり女子
- 杉浦敦（2014年1月13日 - 2月28日） - 水津が体調不良及び不在のための代理・水曜日担当

### 出演者不在時

#### 2014年
- 1月
1月13日 - 17日 水津が体調不良のため、杉浦敦が代理で担当。
1月21日からは水津が不在のまま神道が担当。なお、「生中継 神道ちゅ〜」のコーナーを担当する場合スタジオは梅田単独（水曜は梅田と杉浦）となる。1月29日 - 30日・2月5日・13日・19日・26日は水津の代理に杉浦が、31日から2月4日・6日・7日・10日・17日・18日・20日・21日・24日・25日は神道が、14日は渡邊文嘉がそれぞれ担当。
- 4月
4月7日・8日 杉浦が水津の代理で担当。

## 歴史
- 2011年10月3日 - 放送開始。前番組の『グーテン』と比べると25分番組に短縮され[2]、出演者も渡辺奈菜と一部スタッフが兼任して務めるなど、大幅に経費節減されている。
- 2012年4月6日 - 金曜のみ10時50分までの55分間に拡大。
- 2012年10月1日 - 水曜・木曜も10時50分までの55分間に拡大。MCに水津邦治が加入[3]。
- 2013年9月27日 - 渡辺奈菜が番組卒業。
- 2013年9月30日 - MCに梅田澪理が加入。
- 2014年1月13日 - 2月28日 水津邦治が体調不良などで不在。
- 2015年3月23日 - 番組内で番組終了を発表。23日から27日の5日間は各コーナーの総集編を放送した。
- 2015年3月26日 - 26日・27日からの2日間は、セット解体・設営の関係で、住宅展示場「TUFマイホームステージ」内の土屋ホームモデルルーム内からの放送。
- 2015年3月27日 - 最終回。セット設営中のスタジオより新番組「げっきんチェック」のMCの奥秋直人・ヒッキー北風による番組紹介が行われ、番組終了にはTUFマイホームステージまで駆けつけて参加。収録現場には当時の社長である信国一朗も立ち会っていた。

## 主なコーナー
- 福島のクチコミ情報コーナー クチコミっ
- はぴちゅ〜
- 神道ちゅ〜
- 写真大募集 はぴEスター
- はっぴーチャンス抽選会
- はぴスタキッチン
- ここイこ!
- ふくしマルシェ
- 10時のおやつ旅（視聴者からの情報を下にアポなしで取材する）
- はぴスタ いろいろアルカルト
- 西中央調査隊
- 気になる福島みつけ隊
- 水津邦治の日々精進（2014年1月中旬からコーナーを休止）
- はっぴ〜発見! 梅田日和
- それい〜ない
- 持ちコミ こんなのあります
- 湯めぐり女子
- 天気予報

## 放送時間
- 月曜 - 金曜 9時55分 - 10時20分（2011年10月3日 - 2012年3月30日）
- 月曜 - 木曜 9時55分 - 10時20分、金曜 9時55分 - 10時50分（2012年4月2日 - 2012年9月28日）
- 月曜 - 火曜 9時55分 - 10時20分、水曜 - 金曜 9時55分 - 10時50分（2012年10月1日 - 2015年3月27日）

## テーマソング
- 「happy life generator」／capsule（番組開始 - 2015年3月27日）

## 備考
- 15秒間の本番組予告として、「いっぷく!」終了後の9時52分頃に生でTUF玄関前（およびスタジオ）からMC2人が伝えている。「はなまるマーケット」時代は、番組エンディング後（はなまるニュース直前）に放送されていた。ちなみに、はなまるニュース終了後からステブレレスで本番組に入っていた。